# Kahless
Kahless "L'Inoblidable" és un personatge fictici de la franquícia multimèdia Star Trek. Va ser interpretat a Star Trek: La sèrie original per Robert Herron i a Star Trek: La nova generació per Kevin Conway; i és el personatge principal de la novel·la de Star Trek Kahless de Michael Jan Freeman.Kahless és una figura religiosa i històrica important per a la raça klíngon i s'ha estudiat en exploracions de la filosofia dins del context de Star Trek.
Kahless també va ser objecte d'una òpera en llengua klingon als Països Baixos.

## Nom
En llengua klíngon, el nom de Kahless s'escriu qeylIS. L'ortografia i la pronunciació klÍngon del nom Kahless van ser establertes el 1984 per l'expert en llengües Marc Okrand.

## Antecedents
Dins de l'escenari, Kahless és una figura messiànica en la història klíngon, que va unificar el poble klíngon i es va convertir en emperador després de tres segles sense lideratge. Kahless va dir que els klíngons no sols havien de lluitar per vessar sang, sinó per enriquir l'esperit. La història de Kahless és una pedra angular de la mitologia i la religió klíngon.
L'esposa de Kahless era Lady Lukara, amb qui s'havia involucrat romànticament després d'una batalla contra cinc-cents guerrers al Gran Saló de Qam-Chee, quan la guarnició local fou derrotada. Només Kahless i Lukara van romandre per lluitar i van aconseguir una victòria decisiva.
Es va trobar una imatge de Kahless a l'episodi de Star Trek "La cortina salvatge". En l'estudi de l'excalbià Yarnek sobre el bé contra el mal, Kahless era una de les imatges del mal juntament amb Zora, el coronel Phillip Green i Genghis Khan. Abraham Lincoln i Surak de Vulcà representaven el bé i ajudaven Kirk i Spock. Interpretat per l'actor Robert Herron, aquest Kahless també apareixia com el típic klíngon de front llis de la sèrie original (que no data de l'era de Kahless com es revela a Star Trek: Enterprise). Mentre els excalbians llegien els patrons de pensament de Kirk i Spock, els fans creien que la representació de Kahless aquí es basava únicament en el coneixement limitat i molt esbiaixat de Kirk sobre la cultura klíngon.
A l'episodi de "La nova generació" "El successor", es va al·ludir a Kahless com a unificador de l'Imperi Klíngon fa uns 1.500 anys després de lluitar i matar el tirà Molor amb el primer bat'leth. Es diu que va fabricar l'arma deixant caure un floc de cabell a la lava del volcà Kri'stak i girant-lo en una fulla.
A més, a l'episodi, els guardians del planeta Boreth (un lloc de pelegrinatge klíngon) van crear un clon de Kahless utilitzant sang seca de l'antiga daga de Molor en un intent d'obtenir influència política. El pla va ser eludit per Worf, que va descobrir la veritat i posteriorment va organitzar que el nou Kahless II ocupés una posició cerimonial com a figura principal i líder espiritual a l'Imperi Klíngon.

## Religió
A l'univers, els guerrers klíngon sovint resen a Kahless per demanar guia abans d'anar a la batalla. El  Jurament de Sang, una pregària klingon popular, utilitzada de manera destacada a Star Trek: Discovery és el següent:
- "A qui busquem?"
  - "Kahless."
- "Com el trobem?"
  - "Junts."
- "Doneu-nos llum per veure."
  - "Per sempre."
- "S'amagarà sempre de nosaltres?"
  - "Mai."

A Star Trek and Philosophy: The Wrath of Kant, se senten còmodes amb l'exploració de Worf de la seva espiritualitat durant el seu viatge a Boreth. Observen que quan Kahless no apareix com una visió, sinó com una persona real a Worf, reacciona amb escepticisme i respon utilitzant la tecnologia avançada que té a la seva disposició per investigar.

## Clon
A l'univers de ciència-ficció de Star Trek, el Clon de Kahless va ser creat per un científic klíngon anomenat Gothmara, amb l'assistència i l'ajuda de materials proporcionats pels Clergues, "El r'tak de Boreth".
Per designi del tinent Worf i amb la cooperació del canceller Gowron, el clon de Kahless es converteix en emperador de l'Imperi Klingon a l'episodi de Star Trek: La nova generació "El successor". L'emperador és una figura emblemàtica, el poder resideixt en l'Alt Consell Klíngon. Worf creu que aquest és el primer pas en un renaixement per al poble klíngon. Aquest idealisme es veu com a infundat quan l'oposició del Clon a la invasió klíngon de l'espai cardassià no és escoltada per l'Alt Consell i els seus exèrcits.
El clon de Kahless és interpretat per l'actor Kevin Conway a l'episodi "El successor".
El clon es va fer a partir de cèl·lules que existien del Kahless original, però no se li informa del procés de clonació i, en canvi, se l'enganya fent-li creure que és el Kahless original. A més de ser clonat, els monjos van utilitzar històries per imprimir-li a la ment, alterant així la seva ment natural.
Segons l'escriptor de Star Trek, Ronald D. Moore, la inspiració per la idea de tornar a portar Kahless va ser la popularitat a principis dels anys noranta de la clonació amb ADN, com la que es va popularitzar a Jurassic Park. Després va sorgir la idea de fer això amb una persona, en aquest cas es va escollir Kahless de l'imperi Klíngon, i el concepte es va desenvolupar a partir d'aquí. Episodis i llibres anteriors havien establert una mena de religió klíngon a la història de Star Trek, i l'escriptura de Kahless en va ser influenciada.

## Novel·les i òpera
La novel·la no canònica Kahless, escrita per Michael Jan Friedman, dóna una versió diferent de la història de Kahless. A la novel·la, Kahless va marxar cap a Sto-vo-kor amb un pergamí que detalla com va dur a terme la creació del nou Imperi Klíngon. El pergamí diu que Kahless era un soldat lleial de Molor que va matar el fill del tirà perquè actuava de manera deshonrosa. Kahless va fugir amb la seva companyia de soldats i llavors va ser considerat una mena d'heroi per al poble. Tanmateix, no es considerava un heroi. Va ser Morath, que no tenia parentiu de sang però que encara era considerat un germà segons el costum klíngon, qui va obligar Kahless a mantenir la seva rebel·lió i matar el tirà. Si bé Molor era realment un guerrer fort i capaç, quan Kahless i Morath finalment es van trobar amb ell a la batalla, estava greument debilitat per la pesta que es produïa en aquell moment. Kahless va donar a Molor el seu d'k tahg perquè se suïcidés. En canvi, Molor el va llançar a Kahless, però Morath va saltar davant de la fulla, després de la qual cosa Kahless va decapitar el tirà. Així, la fulla conté la sang de Morath que va sacrificar la seva vida pel seu amic, no la sang de Kahless. A més, el llibre deixa clar que el suposat clon de Kahless és un clon de Morath. La novel·la també descriu la creació del primer bat'leth. Kahless va tenir una visió del seu company mort a Sto-vo-kor dient-li que fes exactament el que diu el mite (fer l'espasa amb els seus cabells i lava). En canvi, dibuixa la imatge de l'espasa i la dóna a un espadatxí. Tot i que s'ha demostrat que el pergamí és autèntic, la majoria dels klíngons encara veuen el seu emperador com una figura semidivina.
Kahless és esmentat a la novel·la de 1984 The Final Reflection de John M. Ford. El capità Krenn explica la història al Dr. Tagore de com els klíngons tenen un que no és oblidat. Quan la seva nau s'estava morint, Kahless tenia la mà lligada a la cadira del capità, de manera que ningú podia dir que havia abandonat el pont. La tripulació de la nau podia abandonar-la, perquè Kahless havia assumit el destí de la nau. Krenn li diu a Tagore que aquesta és l'origen de la frase klíngon Kahlesste kaase, la mà de Kahless, un jurament o maledicció que molts dels klíngons del llibre pronuncien quan estan impressionats o meravellats. Kahless és el tema d'una òpera en llengua klíngon: ’u’, que es va estrenar a La Haia el setembre de 2010. The opera was presented in the Klingon language.